# Grabina (gromada)
Grabina – dawna gromada, czyli najmniejsza jednostka podziału terytorialnego Polskiej Rzeczypospolitej Ludowej w latach 1954–1972.
Gromady, z gromadzkimi radami narodowymi (GRN) jako organami władzy najniższego stopnia na wsi, funkcjonowały od reformy reorganizującej administrację wiejską przeprowadzonej jesienią 1954 do momentu ich zniesienia z dniem 1 stycznia 1973, tym samym wypierając organizację gminną w latach 1954–1972.
Gromadę Grabina z siedzibą GRN w Grabinie utworzono – jako jedną z 8759 gromad na obszarze Polski – w powiecie konińskim w woj. poznańskim, na mocy uchwały nr 25/54 WRN w Poznaniu z dnia 5 października 1954. W skład jednostki weszły obszary dotychczasowych gromad Łazińska Kolonia, Michalinów, Osiny i Trąbczyn D oraz miejscowości Trąbczyn B (kolonia) i Włodzimirów z dotychczasowej gromady Trąbczyn B ze zniesionej gminy Trąbczyn w tymże powiecie. Dla gromady ustalono 14 członków gromadzkiej rady narodowej.
1 stycznia 1956 gromada weszła w skład reaktywowanego powiatu słupeckiego w tymże województwie.
Gromadę zniesiono 1 stycznia 1962, a jej obszar włączono do gromady Trąbczyn w tymże powiecie.